# Webový prohlížeč

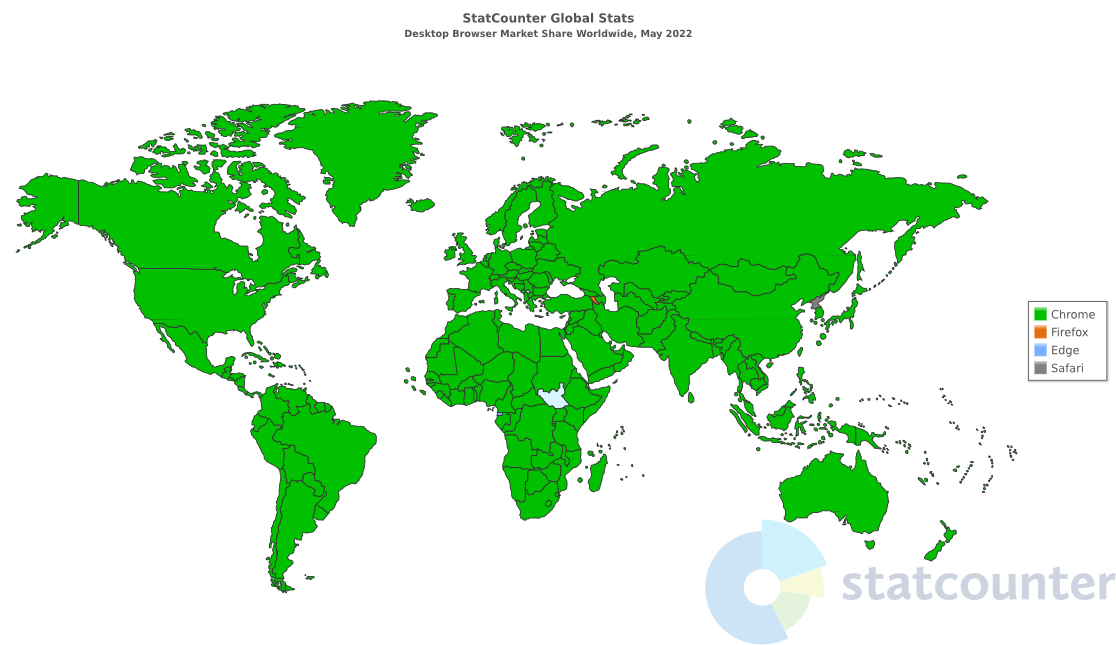
Nejpoužívanější prohlížeče
v jednotlivých zemích:
Google Chrome
Microsoft Edge
Safari
Mozilla Firefox
Opera

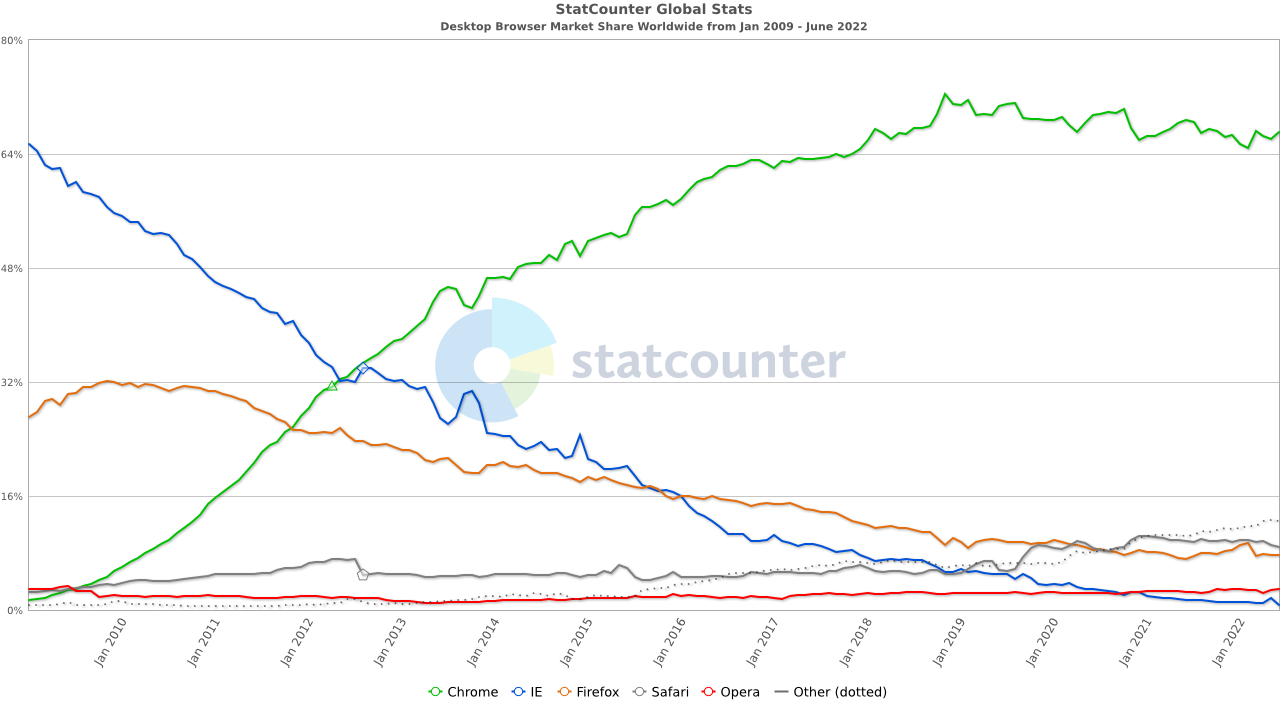
Vývoj podílu webových prohlížečů na trhu od ledna 2009 do června 2022 (podle firmy StatCounter)

Webový prohlížeč (též browser [ˈbrauzə(r)]) je v informatice označení pro počítačový program, který slouží pro prohlížení webových stránek (tzv. World Wide Web, zkráceně WWW). Webový prohlížeč dle pokynů uživatele (kliknutí na odkaz, zadání URL adresy) komunikuje pomocí HTTP nebo HTTPS protokolu s webovým serverem a přijatá data pomocí obsažených značek (HTML, XHTML, XML apod.) zformátuje (vyrenderuje) a zobrazí na obrazovce počítače.
Textové prohlížeče zobrazují stránky jako text, obvykle velmi jednoduše formátovaný. Grafické prohlížeče umožňují složitější formátování stránky včetně zobrazení obrázků.

## Historie
Historie webového prohlížeče začíná již před tím, než v roce 1991 Tim Berners-Lee naprogramoval první prohlížeč WorldWideWeb.

## Technický popis
Webový prohlížeč je ukázkovým příkladem technického architekturního paradigmatu známého jako client-server.
Úkolem webového prohlížeče je z uživatelem zadané adresy (URI) získat (stáhnout) a zobrazit webovou stránku. Po zobrazení musí uživateli prohlížeč umožnit se stránkou pracovat, což znamená rolovat (posouvat tak, aby byly vidět skryté části), umožnit uživatelský vstup (webový formulář), zajistit běh JavaScriptu, kliknout na odkazy (tj. přechod na jinou webovou stránku) a podobně.
Webový prohlížeč se skládá z grafického rozhraní, renderovacího jádra, běhové prostředí pro JavaScript a dalších softwarových částí (například subsystému pro síťovou komunikaci). Grafické rozhraní je obvykle v podobě okna, uvnitř kterého je zobrazena požadovaná webová stránka. O vykreslení webové stránky se stará renderovací jádro, které musí zpracovat HTML a CSS data, podle kterých rozhodne o rozložení textu, obrázků, umístění odkazů atd. Běhové prostředí pro JavaScript zajišťuje běh speciálních naprogramovaných úseků kódu, který může na pozadí (bez zásahu uživatele) zajišťovat doplňující činnosti (typicky změna částí webové stránky v závislosti na situaci a požadavcích uživatele).
Prohlížeč dále zajišťuje podporu pro další technologie, například Progresivní webové aplikace, WebAssembly, VRML atd.

## Druhy prohlížečů
Prohlížeče lze rozdělit podle různých hledisek. Z pohledu uživatele je možné rozdělení na grafické, mobilní a textové. Z technického pohledu lze prohlížeče rozdělit například podle toho, jaké obsahují renderovací jádro prohlížeče.

### Seznam grafických prohlížečů
- Google Chrome
- Microsoft Edge
- Safari
- Mozilla Firefox
- Opera
- Maxthon

- Vivaldi
- Brave
- Seznam.cz prohlížeč
- Opera Gx
- Huawei Browser

Na stolních počítačích používali uživatelé z Česka v období od března 2022 do března 2023 tyto grafické prohlížeče: Google Chrome 60,39 %, Microsoft Edge 14,47 %, Mozilla Firefox 12,33 %, Opera 6,14 %, Safari 5,33 %.